# Hilde Knoth

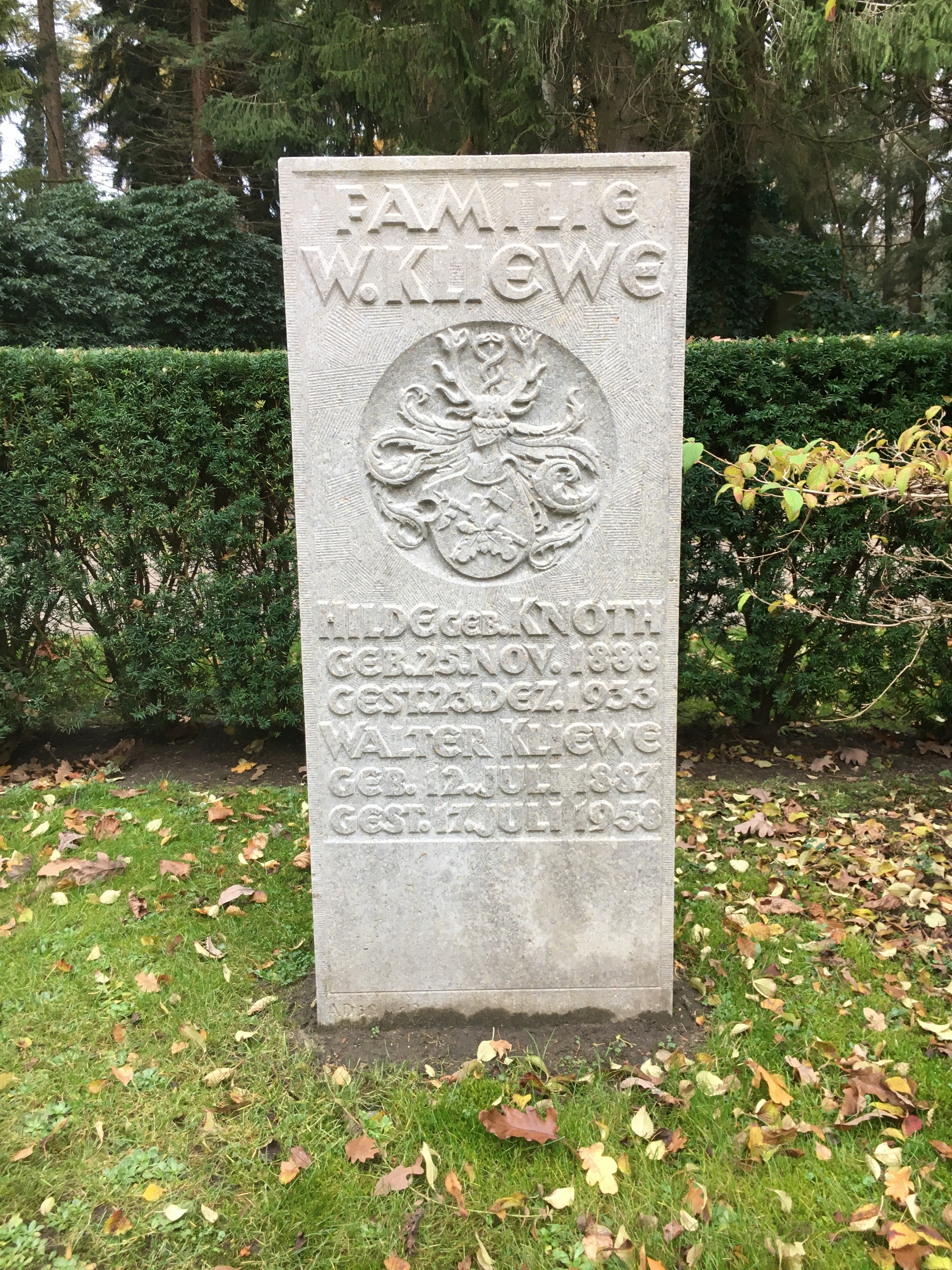
Grabstein Hilde Knoth auf dem Friedhof Ohlsdorf

Hilde Knoth (* 25. November 1888 in Posen; † 23. Dezember 1933 in Hamburg) war eine deutsche Schauspielerin und Hörspielsprecherin.

## Leben
Hilde Knoth erhielt ihre künstlerische Ausbildung in Berlin, zum Teil finanziert aus der kaiserlichen Schatulle. Ein erstes Engagement führte sie an das damalige Hoftheater Coburg-Gotha. Nach einer weiteren Verpflichtung an das Hoftheater Hannover kam Knoth 1915 an das Deutsche Schauspielhaus in Hamburg, wo sie bis 1929 unter Vertrag stand. Sie erhielt eine Reihe von Auszeichnungen, darunter den „Marie-Seebach-Ring“.
In den 1910er-Jahren wirkte Knoth in einigen Stummfilmen mit, in den 1920er-Jahren war sie auch für den Hörfunk tätig. 1929 heiratete sie den Arzt Walter Kliewe, aus dieser Ehe ging eine Tochter hervor. Im Alter von nur 45 Jahren verstarb Hilde Knoth an einem Brustleiden und wurde auf dem Hamburger Friedhof Ohlsdorf beigesetzt. Die Grabstätte ist inzwischen aufgelöst, der Grabstein befindet sich heute im dortigen Garten der Frauen.

## Rollen (Auswahl)
- Luise in Kabale und Liebe von Friedrich Schiller
- Gretchen im Faust von Johann Wolfgang von Goethe
- Titelrolle in Das Käthchen von Heilbronn von Heinrich von Kleist
- Titelrolle in Maria Stuart von Friedrich Schiller
- Titelrolle in Minna von Barnhelm von Gotthold Ephraim Lessing
- Solveig in Peer Gynt von Henrik Ibsen
- Königin Anne in Das Glas Wasser von Eugène Scribe
- Titelrolle in Nora oder Ein Puppenheim von Henrik Ibsen

## Filmografie
- 1907: Martha (Kurzfilm)
- 1916: Irrlichter des Ruhms
- 1917: Franz Schubert

## Hörspiele (Auswahl)
- 1924: Johann Wolfgang von Goethe: Faust (1. Teil) – Regie: Hans Bodenstedt und Hermann Beyer – NORAG
- 1925: Friedrich Schiller: Maria Stuart – Regie: Hermann Beyer – NORAG
- 1926: Gotthold Ephraim Lessing: Minna von Barnhelm – Regie: NN – NORAG
- 1927: Johann Wolfgang von Goethe: Faust (1. Teil) – Regie: Hans Bodenstedt und Harald Röbbeling – NORAG
- 1928: Ferdinand Raimund: Alpenkönig und Menschenfeind – Regie: Alfred Braun – NORAG
- 1928: William Shakespeare: Othello, der Mohr von Venedig – Regie: Hermann Beyer – NORAG